# Balamban
Balamban è una municipalità di prima classe delle Filippine, situata nella Provincia di Cebu, nella Regione del Visayas Centrale.
Balamban è formata da 28 baranggay:
- Abucayan
- Aliwanay
- Arpili
- Baliwagan (Pob.)
- Bayong
- Biasong
- Buanoy
- Cabagdalan
- Cabasiangan
- Cambuhawe
- Cansomoroy
- Cantibas
- Cantuod
- Duangan

- Gaas
- Ginatilan
- Hingatmonan
- Lamesa
- Liki
- Luca
- Matun-og
- Nangka
- Pondol
- Prenza
- Santa Cruz-Santo Niño (Pob.)
- Singsing
- Sunog
- Vito